# Abdomen agut
El terme abdomen agut es refereix a un dolor abdominal sobtat i sever. En molts casos es tracta d'una emergència mèdica que requereix un diagnòstic específic i urgent. Diverses causes que provoquen aquest quadre clínic demanen tractament quirúrgic immediat.

## Diagnòstic diferencial
Els diagnòstics diferencials de l'abdomen agut inclouen:
- Apendicitis aguda
- Úlceres pèptiques agudes i complicacions derivades
- Colecistitis aguda
- Pancreatitis aguda
- Isquèmia intestinal aguda (vegeu la secció següent)
- Diverticulitis aguda
- Embaràs ectòpic amb trencament del tub
- Torsió ovàrica
- Peritonitis aguda (inclosa la perforació de les vísceres buides)
- Còlic nefrític
- Vòlvul intestinal
- Obstrucció intestinal
- Pielonefritis aguda
- Insuficiència suprarenal
- Còlic biliar
- Aneurisma aòrtic abdominal
- Febre mediterrània familiar
- Hemoperitoneu
- Trencament de la melsa
- Càlcul renal
- Anèmia de cèl·lules falciformes
- Carcinoide

### Peritonitis
El terme abdomen agut de vegades s'utilitza com a sinònim de peritonitis. Malgrat que no és del tot incorrecte, peritonitis és un terme més específic que no pas abdomen agut, tenint en compte que fa referència explícita a la inflamació del peritoneu. En un examen físic aquest quadre es manifesta com una sensibilitat de rebot, la qual implica sensació de dolor després d'alleugerir la pressió sobre l'abdomen, més que al moment de fer-hi pressió. La peritonitis pot ser el resultat de diverses de les malalties esmentades anteriorment, especialment de l'apendicitis i la pancreatitis. Tot i que la sensibilitat de rebot s'associa sovint amb la peritonitis, el signe més específic n'és la rigidesa.

### Abdomen agut isquèmic
És més probable que les malalties vasculars afectin més l'intestí prim que el gros. Les artèries mesentèriques superior i inferior (AMS i AMI respectivament) proporcionen la irrigació arterial dels intestins, i totes dues són ramificacions directes de l'aorta. L'artèria mesentèrica superior irriga:
- Intestí prim
- Còlon ascendent i dos terços del còlon transvers. L'artèria mesentèrica inferior irriga:
- Terç distal del còlon transvers
- Còlon descendent
- Còlon sigmoide.

Cal destacar que la flexura esplènica, o la unió entre el còlon transvers i el descendent, està irrigada per les porcions més distals, tant de l’artèria mesentèrica inferior com de la superior. És per això que en medicina aquesta àrea s'anomena zona vascular limítrofa. Es tracta d'una regió especialment vulnerable a la isquèmia durant períodes d’hipoperfusió sistèmica, com per exemple durant un xoc circulatori.
L'abdomen agut de varietat isquèmica normalment és causat per:
Un tromboembolisme des del costat esquerre del cor, com el que es pot generar durant la fibril·lació auricular, bloquejant l'AMS.
Una isquèmia no oclusiva, com ara la que s'observa en la hipotensió secundaria a insuficiència cardíaca, també hi pot contribuir, però generalment dona lloc a un infart de la mucosa o la paret, a diferència de l’infart típicament transmural que s'observa en un tromboembolisme de l’AMS.
Una trombosi a la vena mesentèrica primària també pot causar abdomen agut isquèmic, normalment provocat per estats d'hipercoagulabilitat com ara la policitèmia vera. A nivell clínic els pacients presenten dolor abdominal difús, distensió abdominal i diarrea sagnant. A l'examen físic, hi haurà absència de sons intestinals. Les proves de laboratori revelen una leucocitosi neutrofílica, de vegades amb un desplaçament a l'esquerra, així com un augment de l'amilasa sèrica. La radiografia abdominal mostrarà molts nivells hidroaeris, així com un edema generalitzat. L'abdomen isquèmic agut és una emergència quirúrgica. Normalment, el tractament implica extirpar la regió de l'intestí que ha patit l'infart, i la subsegüent anastomosi de la resta de teixit sa.

## Proves diagnòstiques
Als pacients estables que es presentin als serveis d'urgències amb un dolor abdominal fort, gairebé sempre se'ls farà una radiografia abdominal o un TAC. Aquestes proves poden proporcionar un diagnòstic diferencial entre patologies simples i complexes. En canvi, en pacients inestables es realitzen en primer lloc la reanimació amb fluids i un examen FAST i, si aquest últim és positiu per a fluids lliures, els pacients van directament a cirurgia. Aquestes proves també poden proporcionar al metge o metgessa indicis per determinar si és necessària la intervenció quirúrgica. Molt probablement també es faci un hemograma dels pacients per trobar indicadors característics de cada mal, com ara la neutrofília en l'apendicitis.
Habitualment es desaconsella l'ús d'opiacis o altres analgèsics en pacients amb abdomen agut abans de l'examen clínic, perquè podrien alterar els resultats del reconeixement. No obstant això, la literatura científica no revela cap resultat negatiu producte d'aquestes alteracions.